# پرتگاه (فیلم ۱۳۷۲)
پرتگاه فیلمی به کارگردانی بهرام ری‌پور و نویسندگی محمود حسنی و تهیه‌کنندگی فؤاد نور، سیروس تسلیمی و کامران دانش‌جم ساخته سال ۱۳۷۲ است. این فیلم در آبان ۱۳۷۳ بر روی پرده سینما رفت.

## خلاصه فیلم
اسماعیل توسط پلیس دستگیرشده و بازپرس او را وادار می‌کند که گذشته اش را مرور کند…

## جشنواره‌ها
فیلم پرتگاه در دوازهمین دوره جشنواره فیلم فجر (۱۳۷۲) حضور داشته‌است.
همچنین این فیلم در سیزدهمین دوره جشنواره فیلم فجر (۱۳۷۳) در سه بخش پوستر (اعلان دیواری)، بهترین عکاسی و نمونه فیلم (آنونس) شرکت کرده‌است.